# Lilla Beddinge gamla kyrka
Lilla Beddinge gamla kyrka var en kyrkobyggnad i Lilla Beddinge socken belägen i Lilla Beddinge i Lunds stift. Kyrkan revs när Lilla Beddinge kyrka byggdes på 1800-talet.

## LKYrkobyggnaden
Kyrkan byggdes troligen på 1100- eller 1200-talet. Den var ca 25 meter lång och 6 meter bred. Det fanns fyra valv och en sakristia. På södersidan fanns ett vapenhus. Kyrkorummet beskrevs 1830 som "ljust och vackert" och försett med 10 par fönster. I koret fanns en dopfunt av sten från 1100- eller 1200-talet tillhörande den s.k. Hallarödsgruppen. Dopfunten flyttades till den nya kyrkan. I sydvästra hörnet av kyrkan fanns en träskulptur utförd av en nordtysk mästare från 1400-talet och målad i oljefärg på 1700-talet, föreställande Jungfru Maria med den döde sonen i sina armar efter att han hade blivit nedtagen från korset (en s.k. Pietà). Denna återfinns nu på Historiska museet i Stockholm. I sydvästra hörnet fanns också en s.k. fattigstock där man varje midsommar skänkte pengar till socknens fattiga. Till höger vid ingången till kyrkan fanns en mur som var försedd med fem stycken runda hål, som förmodligen i äldre tider hade använts vid offerfester. 
Den gamla träskulpturen sades spöka om den inte fick ha sin plats i kyrkan. Åren 1830 och 1842 genomfördes större reparationer på kyrkan och träskulpturen flyttades till Kjellstorps prästgård. År 1830 var spökerierna så omfattande att tjänstefolket bad prosten Lundberger att den skulle flyttas tillbaka till kyrkan. Nu fick den sin plats i kyrkans vapenrum och spökerierna upphörde. År 1842 flyttades träskulpturen till ett s. k. skrammelhus i närheten av kyrkan, varvid spökerierna återkom. Träskulpturen återbördades till sin plats i kyrkans vapenhus.
En altartavla som fanns i kyrkan skall ha varit förfärdigad av konstnären Alexander Malmqvist (1796-1854)

## Bilder

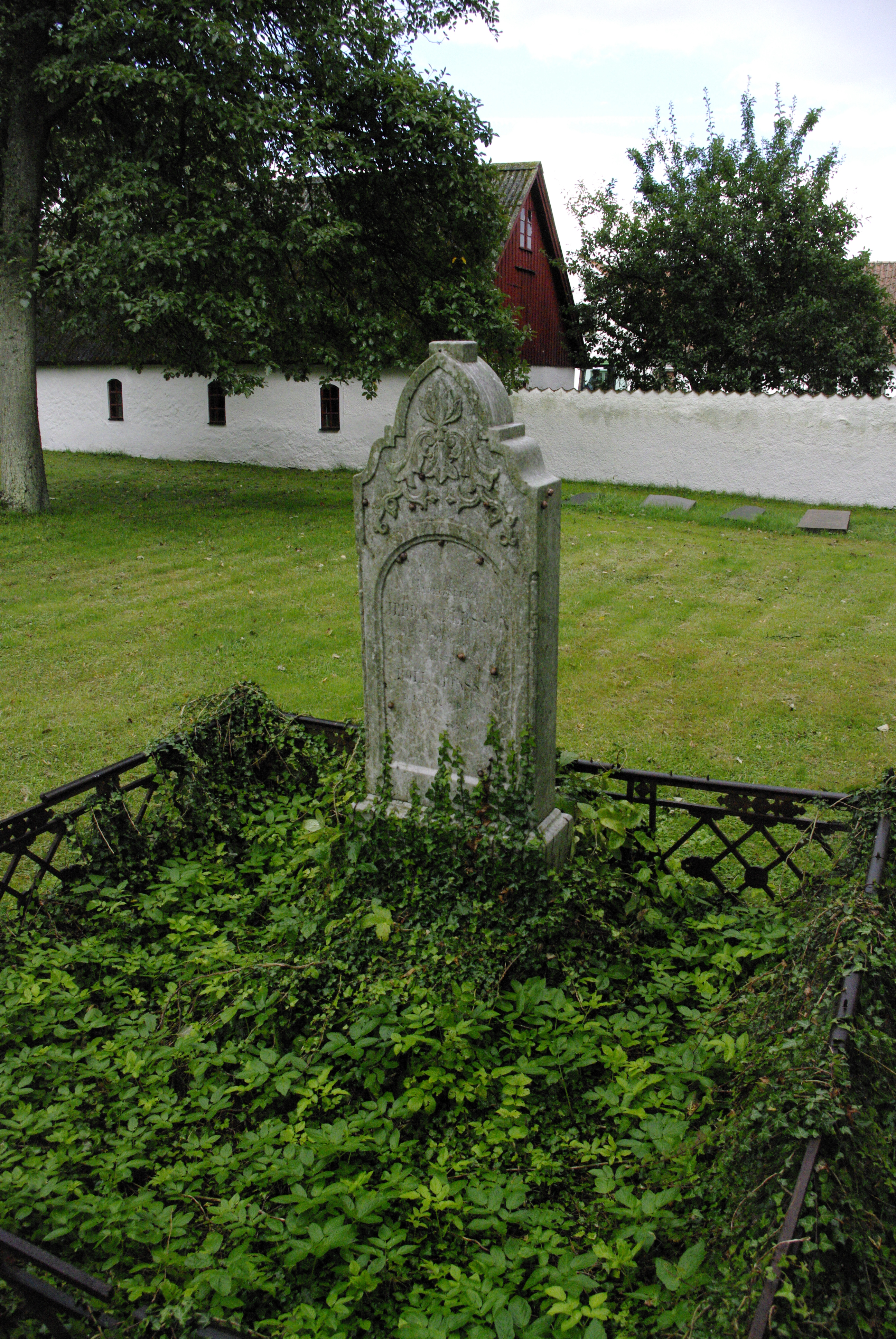
Lilla Beddinge gamla kyrkogård
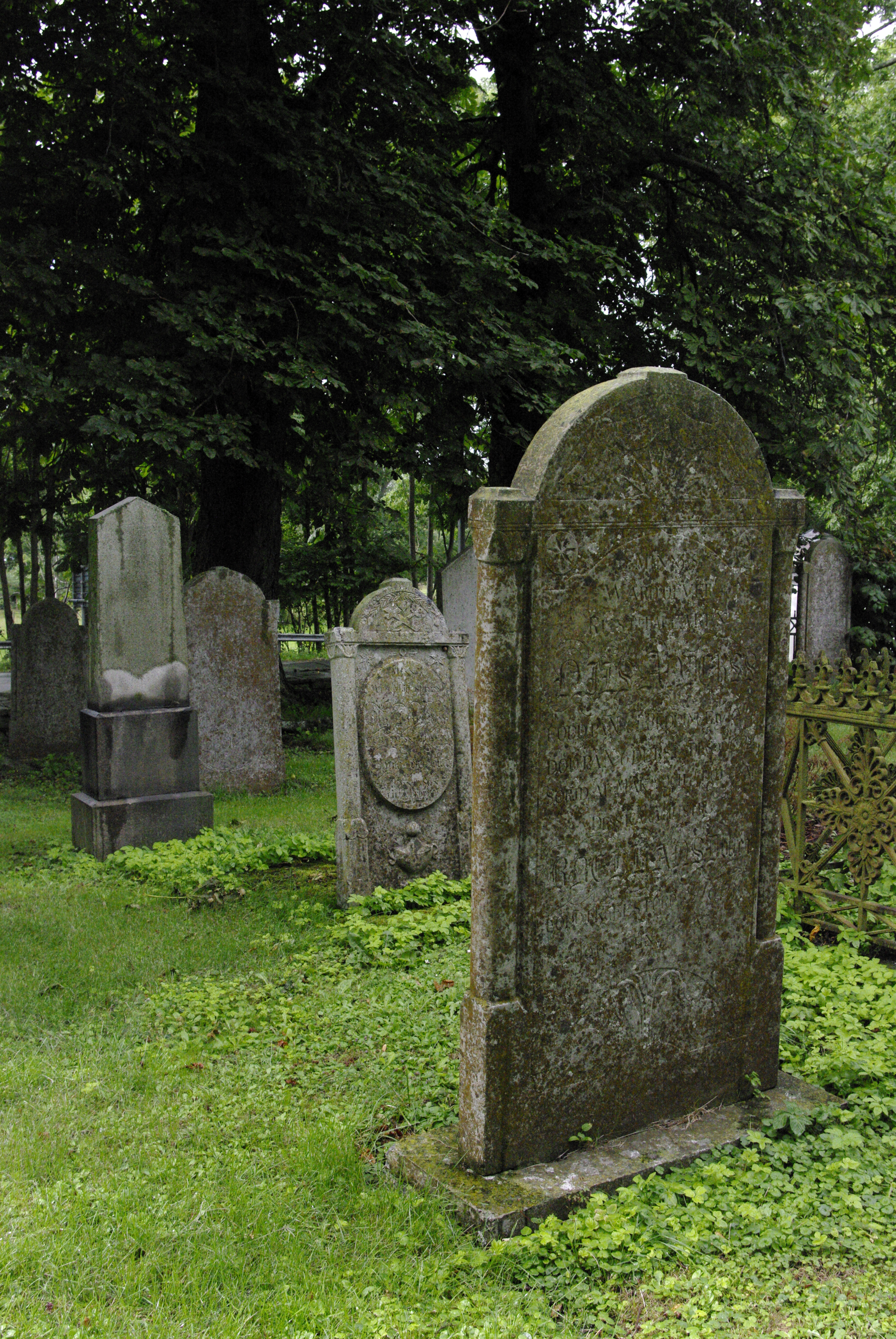
Lilla Beddinge gamla kyrkogård
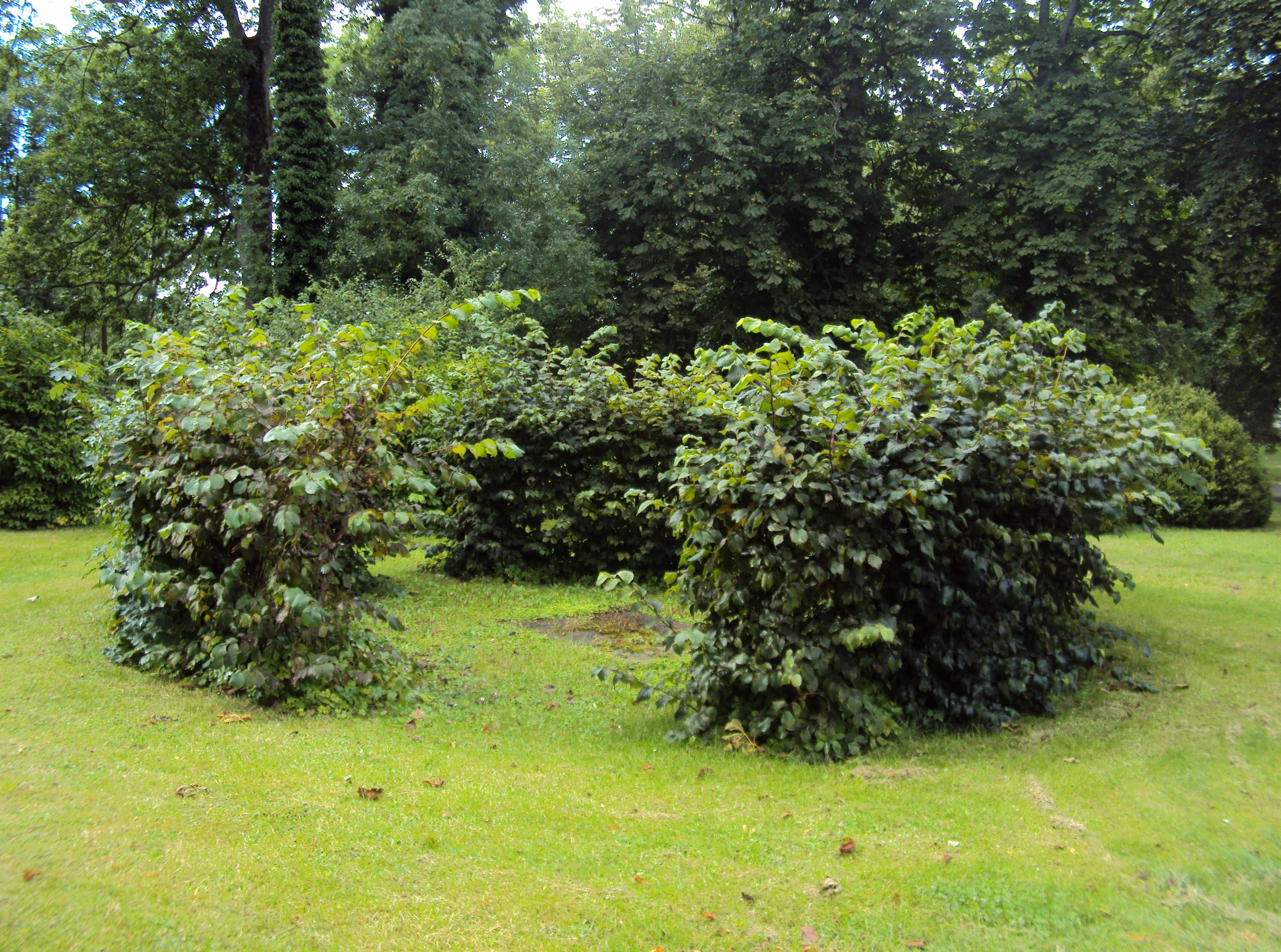
Lilla Beddinge gamla  kyrka, utmarkerad med häcken